# Tatra 805
Tatra 805 — среднетоннажный грузовой автомобиль военного назначения чехословацкого производства, который в 1953—1960 гг. производила фирма «Татра». Был разработан на основе автомобилей высокой проходимости Tatra 803 и 804. Всего было выпущено 13 624 автомобилей (из них непосредственно на заводе Tatra 7 214). В Чехословакии автомобиль получил народное название «kačena» — «утка».
Несмотря на изначально военное предназначение автомобиля, существовали пожарные, уборочные и строительные версии (в том числе самосвалы) этого автомобиля

## Интересные факты
- Tatra 805 известна тем, что в 1960-е годы двое чехословацких путешественников — Ганзелка и Зикмунд — проехали на ней все континенты, кроме Антарктиды.
- Существовала форсированная версия двигателя Tatra 805 для установки на гоночные автомобили. При том же рабочем объёме в 2,5 литра он развивал около 200 л. с. Имея довольно высокую литровую мощность для мотора воздушного охлаждения середины 1950-х, примерно 80 л. с. / литр[2].